# Africanis
Africanis (otros nombres con el que se le conoce son: Bantú, Hottentot, Khoikhoi, Zulú) es una raza de perro originaria de Sudáfrica. Se cree que es de origen antiguo, descendiente directa de sabuesos y perros parias de la antigua África, introducida en el Valle del Nilo de Levante. En el lenguaje suajili el nombre de la raza es umbwa wa ki-Shenzi que significa "sentido común" o "mestizo" o "perro tradicional". Africanis también es un nombre genérico para todos los perros aborígenes en el sur de África.
La Sociedad Africanis de África del Sur tiene como objetivo conservar a los Africanis como una raza oriunda en lugar de desarrollarla como un pura raza (pedigrí). El Africanis es reconocido por el Club Unido de Sudáfrica (KUSA) como una raza emergente. Aunque en los últimos años se ha empezado a tratar como una raza pura, adquiriendo como nombre una contracción de su nombre científico: African canis.

## Apariencia
Es un animal con una capa corta de pelo, de tamaño mediano, musculoso y ligeramente más largo que alto. Puede ser de cualquier color y ocasionalmente viene con una cresta en la espalda (similar al Rhodesian Ridgeback). Su belleza se manifiesta en la sencillez y la funcionalidad de su cuerpo. Es esbelto, ágil, flexible y capaz de una gran velocidad.

## Temperamento
Tiene buena disposición, sin ser obtuso: un perro amistoso que puede mostrar un comportamiento territorial propio de razas vigilante. La raza es independiente y territorial, pero bastante entrenable.
Es mi experiencia que el Africanis es una mascota maravillosa y un perro de casa. Guiado por un instinto de sumisión que te robará el corazón antes de que te des cuenta.
- Johan Gallant, Presidente de la Sociedad Africanis de África del Sur (9 de septiembre de 2005).

## Salud
No necesita gran cantidad de cuidados ni una comida especial. Es consistentemente sano y ha desarrollado en los últimos años una resistencia natural contra parásitos internos y externos.